# Kangersuatsiaq
Kangersuatsiaq (danés: Prøven, antiguamente Kangerssuatsiaq) es un asentamiento en la municipalidad de Qaasuitsup, en el noreste de Groenlandia. Su población a fecha de enero de 2005 era de 230 habitantes. Está ubicado aproximadamente en 72°23′N 55°33′O / 72.383, -55.550.

## Transporte
Air Greenland ofrece sus servicios a la ciudad como parte de un contrato con el gobierno groenlandés, teniendo vuelos comerciales con el Helipuerto de Kangersuatsiaq y el aeropuerto de Upernavik.